# Philander deltae
El filandro del delta del Orinoco (Philander deltae) es una especie de marsupial didelfimorfo de la familia Didelphidae endémica del delta del Orinoco (Venezuela).